# Rabdophaga clausilia
Rabdophaga clausilia (лат.) — вид двукрылых рода Rabdophaga из семейства Галлицы (Cecidomyiidae). Встречается в Европе. Вызывают образование галлов на ивах.

## Таксономия
Вид был впервые описан в 1847 году швейцарским энтомологом Иоганном Якобом Бреми-Вольфом (1791—1857) под первоначальным названием Cecidomyia clausilia Bremi, 1847. Существует некоторая путаница в отношении того, к какому роду принадлежит clausilia. Лондонский музей естественной истории и Редферн и др. (Redfern et al., 2011) относят насекомое к роду Rabdophaga, а Эллис (Ellis W. N.) на веб-сайте «Plant Parasites of Europe (Паразиты растений Европы)» относит его к Dasineura. К сожалению, исходное описание вида «неузнаваемо», а типовой вид отсутствует.

## Внешний вид галлов
Согласно Redfern et al (2011), галл находится на листьях и представляет собой короткий, направленный вниз, безволосый валик, содержащий одну желтовато-красную личинку. Валик имеет форму полумесяца, и несколько валиков могут идти вместе, содержащие несколько личинок. В Великобритании галлы обнаружены на белой иве (Salix alba) и внешне похожи на галлы Dasineura auritae и Rabdophaga marginemtorquens. В других местах вид был зарегистрирован на козьей иве (Salix caprea), европейской волчниковой или фиалковой иве (Salix daphnoides), оливковой иве (Salix elaeagnos) и пурпурной иве (Salix purpurea).